# Парламентские выборы в Бенине (2007)
Парламентские выборы в Бенине проходили 31 марта 2007 года после переноса с 25 марта из-за организационных проблем. В выборах участвовало 26 политических партий и 2 158 кандидатов. В результате победу одержала партия Силы каури за возрождающийся Бенин, получившая 35 из 83 мест парламента. Явка составила 58,69%..

## Результаты
| Партия                                                                    | Голоса | %     | Мест | +/–   |
| ------------------------------------------------------------------------- | ------ | ----- | ---- | ----- |
| Силы каури за возрождающийся Бенин                                        |        |       | 35   | новая |
| Альянс за демократическую динамику (СДП-ПВБ-АДРП)                         |        |       | 20   | –4    |
| Партия демократического обновления                                        |        |       | 10   | –1    |
| Ключевая сила                                                             |        |       | 4    | –1    |
| Союз за освобождение                                                      |        |       | 3    | новая |
| Национальный союз за демократию и прогресс                                |        |       | 2    | новая |
| Сила надежды                                                              |        |       | 2    | новая |
| Коалиция возрождающегося Бенина                                           |        |       | 2    | новая |
| Альянс за возрождение                                                     |        |       | 2    | новая |
| Альянс сил прогресса                                                      |        |       | 1    | 0     |
| Партия за демократию и социальный прогресс                                |        |       | 1    | новая |
| Восстановим надежду                                                       |        |       | 1    | новая |
| Всего                                                                     |        |       | 83   | 0     |
| Зарегистрированных избирателей/Явка                                       |        | 58.69 | –    | –     |
| Источники: IPU Parline Архивная копия от 4 марта 2013 на Wayback Machine. |        |       |      |       |